# Liste der Baudenkmale in Freiburg/Elbe
In der Liste der Baudenkmale in Freiburg/Elbe  sind alle Baudenkmale der niedersächsischen Gemeinde Freiburg/Elbe aufgelistet. Die Quelle der Baudenkmale, der ID´s und der Beschreibungen ist der Denkmalatlas Niedersachsen. Der Stand der Liste ist der 5. Dezember 2021.

## Allgemein
In den Spalten befinden sich folgende Informationen:
- Lage: die Adresse des Baudenkmales und die geographischen Koordinaten. Kartenansicht, um Koordinaten zu setzen. In der Kartenansicht sind Baudenkmale ohne Koordinaten mit einem roten Marker dargestellt und können in der Karte gesetzt werden. Baudenkmale ohne Bild sind mit einem blauen Marker gekennzeichnet, Baudenkmale mit Bild mit einem grünen Marker.
- Bezeichnung: Bezeichnung des Baudenkmales
- Beschreibung: die Beschreibung des Baudenkmales. Unter § 3 Abs. 2 NDSchG werden Einzeldenkmale und unter § 3 Abs. 3 NDSchG Gruppen baulicher Anlagen und deren Bestandteile ausgewiesen.
- ID: die Objekt-ID des Baudenkmales
- Bild: ein Bild des Baudenkmales, ggf. zusätzlich mit einem Link zu weiteren Fotos des Baudenkmals im Medienarchiv Wikimedia Commons. Wenn man auf das Kamerasymbol klickt, können Fotos zu Baudenkmalen aus dieser Liste hochgeladen werden:

## Freiburg/Elbe

### Gruppe: Eschweg 6
Die Gruppe hat die ID 30898974. Hofanlage etwa zwei Kilometer westlich des Ortskerns, bestehend aus einem Wohn-/Wirtschaftsgebäude sowie zwei Scheunen in der regionaltypischen Anordnung von parallel stehendem Hauptgebäude und Viehscheune sowie an der Hoffläche gegenüberliegender Kornscheune.

| Lage                                  | Bezeichnung               | Beschreibung | ID       | Bild |
| ------------------------------------- | ------------------------- | --- | -------- | ---- |
| Eschweg 6 53° 49′ 33″ N, 9° 15′ 15″ O | Wohn-/ Wirtschaftsgebäude | Fachwerkhallenhaus mit Backsteinausfachung unter Satteldach. Zweiachsiges Zwerchhaus unter Satteldach über dem Fletteingang in der südlichen Dachfläche, davor hölzerner Veranda-Vorbau. Inschrift mit Bauherrennamen sowie Datierung „1828“ am Dielentorsturz.                             | 30911266 | BW   |
| Eschweg 6 53° 49′ 32″ N, 9° 15′ 18″ O | Scheune                   | Eingeschossiger Fachwerkbau mit Backsteinausfachung auf Backsteinsockel unter Walmdach mit einseitigem hohen Drempel an der westlichen Traufseite; an dieser Seite auch Quereinfahrt sowie weitere Stalltüren und Ladeluken. Inschrift mit Bauherrennamen und Datierung „1849“ am Torsturz. | 30911288 | BW   |
| Eschweg 6 53° 49′ 33″ N, 9° 15′ 16″ O | Scheune                   | Eingeschossiger Fachwerkbau mit Backsteinausfachung auf Backsteinsockel unter Satteldach, traufständig parallel nördlich des Hauptgebäudes stehend. Ladeluken zum Dachgeschoss auf beiden Giebelseiten.                                                                                     | 30911310 | BW   |

### Gruppe: Gut Neuensteden
Die Gruppe hat die ID 30898901. Hofanlage südwestlich des Ortskerns in landschaftstypischer Bauweise und Anordnung auf annähernd rechteckiger Parzelle, bestehend aus einem Wohn-/Wirtschaftsgebäude, einer großen parallel dazu stehenden Scheune, einem quer gestellten Stall dazwischen, einer am gepflasterten Hofplatz gegenüber liegenden Querscheune sowie einem nordöstlich davon stehenden Backhaus. Parkartig gestaltete, von einem Wassergraben umflossene Freifläche mit rahmendem Baumbestand und alleeartiger Zufahrt von der nördlich vorbeiführenden Straße.

| Lage                                       | Bezeichnung               | Beschreibung | ID       | Bild |
| ------------------------------------------ | ------------------------- | --- | -------- | ---- |
| Neuensteden 29 53° 49′ 24″ N, 9° 16′ 52″ O | Wohn-/ Wirtschaftsgebäude | Zum Hofplatz giebelständiger Zweiständer-Fachwerkbau mit Backsteinausfachung und weiß gestrichenem Fachwerk unter Satteldach in Reetdeckung. Zweiachsiger Zwerchgiebel über dem Fletteingang in der östlichen Dachfläche. Im 19. Jahrhundert rechtwinklig an den Wohnteil angebauter zweigeschossiger Fachwerkbau mit Backsteinausfachung mit leicht auskragendem Obergeschoss unter Satteldach. | 30911873 | BW   |
| Neuensteden 29 53° 49′ 24″ N, 9° 16′ 51″ O | Stall                     | Eingeschossiger, zum Hofplatz traufständig zwischen Haupthaus und Kruppscheune stehender Fachwerkbau mit Backsteinausfachung unter Satteldach in Reetdeckung. Mittiger Zwerchgiebel mit Ladeluke unter Satteldach in der nördlichen Dachfläche. | 30911913 | BW   |
| Neuensteden 29 53° 49′ 24″ N, 9° 16′ 50″ O | Scheune                   | Zum Hofplatz giebelständiger, parallel zum Haupthaus ausgerichteter Zweiständer-Fachwerkbau mit Backsteinausfachung und weiß gestrichenem Fachwerk unter reetgedecktem Satteldach. Dachgeschoss am Wirtschaftsgiebel leicht vorkragend mit gekehlten Knaggen, auffällig kräftige, nach innen gerichtete Kopfbänder an den Hauptständern.                                                         | 30911893 | BW   |
| Neuensteden 29 53° 49′ 25″ N, 9° 16′ 51″ O | Scheune                   | Nördlich des Hofplatzes stehender traufständiger Fachwerkbau, teils mit Backsteinausfachung, teils verbrettert, unter reetgedecktem Walmdach. Schmalseiten mit weit herabgezogenen Walmflächen und niedrigerer Traufhöhe, ähnlich den Kübbungen eines Hallenhauses. Mehrere Quereinfahrten und Eingänge.                                                                                         | 30911933 | BW   |
| Neuensteden 29 53° 49′ 27″ N, 9° 16′ 54″ O | Backhaus                  | Eingeschossiger Sichtbacksteinbau unter Krüppelwalmdach in Hohlpfannendeckung, in der Nordostecke der Hofanlage, mit zwei Seiten an den Wassergraben grenzend. Quereinfahrt an der südlichen Traufseite. Rundbogige gusseiserne Fenster. | 30911953 | BW   |

### Gruppe: Gut Rutenstein
Die Gruppe hat die ID 30899016. Gutshof, etwa 1 Kilometer südlich von Freiburg auf einer Wurt gelegen, bestehend aus Gutshaus, Stall, Wohnwirtschaftsgebäude, Brücke, Park und einer umgebenden Graft. Der Gebäudebestand stammt aus dem 18. und 19. Jahrhundert.

| Lage                                         | Bezeichnung               | Beschreibung | ID       | Bild |
| -------------------------------------------- | ------------------------- | --- | -------- | ---- |
| Gut Rutenstein 4 53° 48′ 54″ N, 9° 17′ 27″ O | Gutshaus                  | Zweigeschossiger Sichtbacksteinbau mit unregelmäßigem Grundriss auf Kellersockel und unter schiefergedecktem, teils abgewalmtem Satteldach mit zahlreichen Gauben und Zwerchgiebeln. Historistische Formensprache mit neogotischen und wenigen neoromanischen Gestaltungselementen. Zweigeschossiger turmartiger Eckbau im Nordosten unter steilem Walmdach. Risalitartiger Baukörper mit Stufengiebel im Südosten. | 30912116 | BW   |
| Gut Rutenstein 4 53° 48′ 55″ N, 9° 17′ 30″ O | Brücke                    | Backsteinbrücke als Hauptzugang zum Gutshof, die Graft überspannend. Korbbogiges Tonnengewölbe. Enden der Brüstungen jeweils mit kleinen Pfeilern mit pyramidaler Bedachung. Gliederung durch Backstein-Ziersetzung und glasierte Steine. | 30912201 | BW   |
| Gut Rutenstein 4 53° 48′ 54″ N, 9° 17′ 31″ O | Stall                     | Anderthalbgeschossiger Sichtbacksteinbau unter Satteldach mit massivem Drempel. Fassadengliederung durch umlaufendes Geschossgesims und Traufgesimse. Giebel mit Schulterstaffeln und neugotischen Gestaltungselementen. Querdurchfahrt in der Nordhälfte. Ladeluke im Dachgeschoss mit Kranausleger am Nordgiebel.                                                                                                 | 30912138 | BW   |
| Gut Rutenstein 4 53° 48′ 53″ N, 9° 17′ 31″ O | Wohn-/ Wirtschaftsgebäude | | 30912158 | BW   |
| Gut Rutenstein 4 53° 48′ 52″ N, 9° 17′ 28″ O | Park                      | Etwa 16 Morgen großer, von einem 10–18 Meter breitem Wassergraben umgebener Landschaftspark mit bis zu dreihundert Jahre altem Baumbestand. | 30912237 | BW   |
| Gut Rutenstein 4 53° 48′ 55″ N, 9° 17′ 28″ O | Graft                     | Künstlich angelegter Wassergraben, den Gutshof und Gutspark umgebend, von Süden her gespeist vom Allwördener Fleth. | 30912219 | BW   |

### Gruppe: Hafen und Alter Hafen
Die Gruppe hat die ID 30898932. Hafenanlage, bestehend aus unterschiedlichen wasser- und hochbaulichen Anlagen. Hafenbecken südöstlich der Ortswurt mit südlich anschließendem Spülbecken, nördlich der Wurt verlaufender Priel, genannt „Alter Hafen“, zugehörige Schleusen- und Sperranlagen sowie Gebäude.

| Lage                                       | Bezeichnung | Beschreibung | ID       | Bild |
| ------------------------------------------ | ----------- | --- | -------- | ---- |
| Am alten Hafen 53° 49′ 33″ N, 9° 17′ 35″ O | Priel       | Nördlich der Ortswurt verlaufender Priel, Rest des durch Verlandung verschwundenen alten Hafens im Norden und Nordosten der Wurt. Im östlichen Teil zu Hafenbecken ausgebaut und in das südwestliche Hafenbecken und den Hafenpriel mündend.                                                                               | 30911403 | BW   |
| Am Deich 53° 49′ 28″ N, 9° 17′ 22″ O       | Siel        | Gewölbesiel zur Entwässerung des Schleusenfleths in das Hafenbecken. Durchlass als Backstein-Tonnengewölbe. Schlussstein am östlichen Auslass mit Jahreszahl 1901. Schleusentechnik erneuert. | 30911441 |      |
| Am Deich 53° 49′ 24″ N, 9° 17′ 25″ O       | Spülbecken  | L-förmiges künstlich angelegtes Wasserbecken zur Speicherung des Hochwassers und Freispülung des Hafens von Schlick durch Öffnen der Spülschleuse bei Niedrigwasser. | 30911011 | BW   |
| Am Hafen 53° 49′ 33″ N, 9° 17′ 35″ O       | Hafenbecken | Südwestlich der Ortswurt gelegenes, tideabhängiges Hafenbecken, durch den Freiburger Hafenpriel, ein etwa 2 Kilometer langer Kanal, mit der Elbe verbunden. Im Südwesten begrenzt durch die Sielschleuse, im Süden anschließendes Spülbecken. Bis in die 1930er Jahre mit hölzernem Bollwerk.                              | 30911423 |      |
| Elbstraße 2 53° 49′ 31″ N, 9° 17′ 28″ O    | Speicher    | Freistehender zweigeschossiger Sichtbacksteinbau unter ziegelgedecktem Satteldach mit mehreren Speicherebenen. Giebeldreiecke verbrettert, Ladeluken mit Aufzug-Ausleger am Südwestgiebel. | 30911232 |      |
| Kornstraße 4 53° 49′ 30″ N, 9° 17′ 28″ O   | Werkstatt   | Eingeschossiger traufständiger Sichtbacksteinbau in Ecklage direkt am Hafen, über hohem hafenseitigem Sockelgeschoss mit Werkstatträumen unter ziegelgedecktem, einseitig im Osten abgewalmtem Satteldach mit massivem Drempel. Zwerchgiebel an der abgeschrägten Südostecke sowie mittig in der hafenseitigen Dachfläche. | 38684121 |      |

### Gruppe: Landesbrücker Straße 42
Die Gruppe hat die ID 30899005. Hofanlage südlich des Freiburger Ortskerns im Ortsteil Schöneworth, in regionaltypischer Ausprägung einer Kehdinger Hofanlage aus Wohn-/Wirtschaftsgebäude mit parallel stehender Kruppscheune sowie einer den Hofplatz begrenzenden quergerichteten Kornscheune, hier jedoch in massiver Backsteinbauweise. Annähernd rechteckige Parzelle mit parkartig gestalteter Freifläche mit altem Baumbestand, Hofplatz in der Nordostecke.

| Lage                                                | Bezeichnung               | Beschreibung | ID       | Bild |
| --------------------------------------------------- | ------------------------- | --- | -------- | ---- |
| Landesbrücker Straße 42 53° 48′ 55″ N, 9° 17′ 0″ O  | Wohn-/ Wirtschaftsgebäude | Giebelständig zum Hofplatz ausgerichteter eingeschossiger Sichtbacksteinbau nach Vorbild eines Fachwerk-Hallenhauses unter reetgedecktem Satteldach mit einseitigem Halbwalm über dem Wohnteil. Wirtschaftsgiebel durch Geschossgesimse und abgetreppte Ortgangzier gegliedert, mit rundbogigen Fensteröffnungen. Inschriftliche Datierung „1869“ am Schlussstein des Dielentors. Auffällig großer Dachüberstand des Halbwalms über dem anderthalbgeschossigen Wohngiebel. | 30912052 | BW   |
| Landesbrücker Straße 42 53° 48′ 55″ N, 9° 16′ 59″ O | Scheune                   | Giebelständig zum Hofplatz ausgerichteter eingeschossiger Sichtbacksteinbau nach Vorbild eines Fachwerk-Hallenhauses unter reetgedecktem Satteldach mit einseitigem Halbwalm im Süden. Wirtschaftsgiebel an der Nordseite nahezu identisch zum benachbarten Hauptgebäude, durch Geschossgesimse und abgetreppte Ortgangzier gegliedert, mit rundbogigen Fensteröffnungen. Auffällig großer Dachüberstand des Halbwalms über dem anderthalbgeschossigen Südgiebel.          | 30912074 | BW   |
| Landesbrücker Straße 42 53° 48′ 56″ N, 9° 16′ 58″ O | Scheune                   | Traufständig zum Hofplatz ausgerichtete Querscheune in verbrettertem Fachwerk mit massiven Stallteilen in Sichtbackstein an den Schmalseiten unter reetgedecktem Walmdach. Walmflächen weit heruntergezogen mit geringerer Traufhöhe, ähnlich Kübbungen bei Fachwerk-Hallenhäusern. Mittige Querdurchfahrt und hofseitig zwei seitliche Einfahrten, jeweils mit darüberliegender Ladeluke.                                                                                 | 30912096 | BW   |

### Gruppe: Ortswurt Freiburg
Die Gruppe hat die ID 30899029. Auf einer Wurt gelegener historischer Ortskern mit zentraler Hauptstraße, zahlreichen Stichstraßen und Gängen sowie ortsbildprägender Kirche. Historischer Baubestand überwiegend nach Ortsbrand 1796 und Sturmflut 1825 entstanden, überwiegende ein- bis zweigeschossig, meist giebelständig.

| Lage                                             | Bezeichnung                       | Beschreibung | ID       | Bild           |
| ------------------------------------------------ | --------------------------------- | --- | -------- | -------------- |
| Alte Hafenstraße 2 53° 49′ 34″ N, 9° 17′ 17″ O   | Wohnhaus                          | Zweigeschossiger Putzbau unter flach geneigtem Walmdach. Außermittiger Risalit mit Zwerchgiebel unter Satteldach mit Freigespärre, mit Zierfachwerk im Giebeldreieck sowie Erker auf Konsolen im Obergeschoss. Dekor in Jugendstilformen. | 30911065 |                |
| Blumenstraße 17 53° 49′ 29″ N, 9° 17′ 21″ O      | Speicher                          | Eingeschossiger giebelständiger Fachwerkbau mit Backsteinausfachung unter Mansarddach. Straßenseitiger Giebel in Sichtbackstein erneuert als zweigeschossige Fassade mit Dreiecksgiebel mit First- und Schulterstaffeln, horizontalen Gesimsen sowie Ortganggesims. Mittige Ladeluken in beiden Dachgeschossen. Vermutlich zeitgleich mit dem benachbarten Wohnhaus errichtet und umgebaut. | 30911176 | BW             |
| Blumenstraße 19 53° 49′ 29″ N, 9° 17′ 22″ O      | Wohnhaus                          | Eingeschossiger giebelständiger Sichtbacksteinbau in Ecklage unter Mansarddach in Ziegeldeckung. Straßenseitiger Giebel erneuert als zweigeschossige Fassade mit Dreiecksgiebel mit First- und Schulterstaffeln, horizontalen Gesimsen sowie Ortganggesims. Vermutlich zeitgleich mit dem benachbarten Speichergebäude errichtet und umgebaut. | 30911195 | BW             |
| Deichreihe 21 53° 49′ 33″ N, 9° 17′ 28″ O        | Kaiserliches Postamt              | Zweigeschossiger traufständiger Sichtbacksteinbau unter flach geneigtem Satteldach mit Drempel. Symmetrische Fassade mit breitem Zwerchgiebel. Gliederung durch Lisenen und Gesimse, rundbogige Fensteröffnungen. Giebelseiten teilweise verputzt. | 30911213 | BW             |
| Elbstraße 3 53° 49′ 32″ N, 9° 17′ 27″ O          | Wohnhaus                          | Eingeschossiger traufständiger Fachwerkbau mit Backsteinausfachung unter Satteldach in Hohlpfannendeckung mit dreiachsigem Zwerchhaus in der östlichen Dachfläche. Ursprünglich symmetrischer Bau mit mittigem Zwerchhaus, um 1930 im südlichen Teil gekürzt und mit massiver Giebelwand abgeschlossen. Zweiflügelige Hauseingangstür mit Oberlicht und Rahmung durch geschnitzte Pilaster. Ladeluke und Kranausleger mittig im Zwerchhaus. | 30911249 | BW             |
| Hans-Mügge-Straße 11 53° 49′ 35″ N, 9° 17′ 20″ O | Wohnhaus                          | Zweigeschossiger giebelständiger Fachwerkbau von drei Achsen unter Satteldach. Straßenfassade nachträglich in Sichtbackstein erneuert. Außermittige Eingangstür mit vorgelegten Stufen. Ladeluke und Kranausleger im Giebeldreieck. Haus nach Jacob Mügge (Bürgermeister 1923-1937) benannt. | 30911479 |                |
| Hans-Mügge-Straße 19 53° 49′ 35″ N, 9° 17′ 23″ O | Wohn-/ Wirtschaftsgebäude         | Eingeschossiger giebelständiger Sichtbacksteinbau unter Satteldach. Weitgehend symmetrische Straßenfassade mit mittiger zweiflügeliger Eingangstür und Ladetür mit Oberlicht im ersten Dachgeschoss. Doppelfenster mit Mittelpfosten im Erdgeschoss. Horizontale Gliederung durch Geschossgesimse. | 30911497 |                |
| Hauptstraße 11 53° 49′ 29″ N, 9° 17′ 23″ O       | Wohnhaus                          | Eingeschossiger Fachwerkbau auf hohem Backsteinsockel unter Satteldach in Ecklage diagonal zur Straßenflucht der Hauptstraße. Symmetrische Giebelansicht mit mittiger zweiflügeliger Hauseingangstür mit Oberlicht sowie Ladeluken im zweiten und dritten Dachgeschoss. | 30911536 |                |
| Hauptstraße 15 53° 49′ 30″ N, 9° 17′ 24″ O       | Ehemaliges Hotel „Fürst Bismarck“ | Zweieinhalbgeschossiger traufständiger Sichtbacksteinbau auf Kellersockel unter Satteldach mit massivem Drempel und mittigem, auskragenden Zwerchgiebel mit Freigespärre in der straßenseitigen Dachfläche. Weitgehend symmetrische Straßenfassade von elf Achsen mit segmentbogigen Fenster- und Türöffnungen. Dreiachsiger Mittelteil unter dem Zwerchgiebel durch Lisenenrahmung hervorgehoben. Hier mittige Eingangstür unter eisernem Balkon. Gliederung durch Lisenen und Geschossgesimse. Seitliche Durchfahrt                                                              | 30911553 | BW             |
| Hauptstraße 25 53° 49′ 32″ N, 9° 17′ 22″ O       | Gasthof                           | Zweigeschossiger traufständiger Fachwerkbau auf Backsteinsockel unter Satteldach. Grundriss entlang der Straßenflucht leicht abgeknickt. Zwerchgiebel mit Ladeluke über dem Haupteingang. Kernbau aus der Mitte des 18. Jahrhunderts, mehrfach erweitert und umgebaut. Wohl bauzeitliche Fenster im Obergeschoss. | 30911591 |                |
| Hauptstraße 27 53° 49′ 32″ N, 9° 17′ 21″ O       | Organistenhaus                    | Eingeschossiger giebelständiger Fachwerkbau mit Backsteinausfachung auf Backsteinsockel unter Satteldach. Symmetrische Straßenfassade mit mittiger zweiflügeliger Hauseingangstür mit Oberlicht. Ursprünglich Ladeluke im ersten Dachgeschoss. Dachgeschosse jeweils leicht vorkragend über flachen Zierknaggen. | 30911652 |                |
| Hauptstraße 31 53° 49′ 32″ N, 9° 17′ 19″ O       | Gerichtsgebäude                   | Zweigeschossiger Sichtbacksteinbau auf Natursteinsockel unter flach geneigtem Walmdach. Symmetrische Hauptfassade mit rundbogigen, in Gruppen angeordneten Fensteröffnungen. Zentrales rundbogiges Eingangsportal mit zurückgesetzter Tür und vorgelegter Freitreppe. An der Südseite 1886 angebauter Gefängnistrakt. Erbaut als Amtsgerichtsgebäude, heute als Rathaus genutzt. | 30911514 |                |
| Hauptstraße 32 53° 49′ 33″ N, 9° 17′ 21″ O       | St.-Wulphardi-Kirche              | Rechteckiger Saalbau in Sichtbackstein unter ziegelgedecktem Satteldach mit schiefergedecktem, oktogonalem Dachreiter mit spitzem Helm über der Westfassade. Rundbogige Fensteröffnungen, durch umlaufendes Gesims in Kämpferhöhe verbunden. Zurückhaltend gegliederte, flächige Westfassade mit Trauf- und Ortganggesims sowie mittigem Eingangsportal mit geradem Sturz in rundbogiger Nische mit rundbogigem Fenster. Innenraum mit Flachdecke mit bemalter Voute. Bauzeitliche Ausstattung mit umlaufender Empore, Kanzelaltar vor der Sakristei im Osten sowie Orgelprospekt. | 30911610 | Weitere Bilder |
| Hauptstraße 32 53° 49′ 33″ N, 9° 17′ 14″ O       | Gefallenendenkmal                 | Steinerne Stele auf mehrstufigem Postament vor dem Westportal der Kirche, bekrönt von einem Adler. Westlich davor eine Steinplatte mit Halbfigur eines gefallenen Soldaten. Inschrift zum Gedenken an die ortsansässigen Gefallenen des Krieges 1870/71. Nach dem Ersten Weltkrieg ergänzt durch zwei halbkreisförmige Backsteinmauern nördlich und südlich, mit Namen der Gefallenen auf Steintafeln. Erneut ergänzt nach dem Zweiten Weltkrieg durch Namenstafeln neben der Steinplatte.                                                                                         | 30911630 |                |
| Hauptstraße 45 53° 49′ 33″ N, 9° 17′ 14″ O       | Wohnhaus                          | Zweigeschossiger Putzbau unter flach geneigtem Walmdach. Außermittiger Risalit mit Zwerchgiebel unter Satteldach mit Freigespärre, mit Zierfachwerk im Giebeldreieck sowie Erker auf Konsolen im Obergeschoss. Dekor in Jugendstilformen. | 30911669 |                |
| Hauptstraße 55 53° 49′ 32″ N, 9° 17′ 11″ O       | Wohnhaus                          | Zweigeschossiger traufständiger Fachwerkbau mit Backsteinausfachung auf Backsteinsockel unter flach geneigtem Satteldach. Obergeschoss leicht auskragend. Mittiger, auf Knaggen auskragender Zwerchgiebel mit Freigespärre unter Satteldach in der straßenseitigen Dachfläche. Außermittige Hauseingangstür mit vorgelegten Stufen. | 30911690 |                |
| Hauptstraße 70 53° 49′ 32″ N, 9° 17′ 7″ O        | Wohnhaus                          | Eingeschossiger giebelständiger Sichtbacksteinbau unter Satteldach. Symmetrischer Straßengiebel mit mittiger zweiflügeliger Eingangstür mit Oberlicht, segmentbogige Fenster- und Türöffnungen. Gliederung durch Ecklisenen und Geschossgesimse. | 30911724 |                |
| Hauptstraße 72 53° 49′ 32″ N, 9° 17′ 7″ O        | Wohnhaus                          | Eingeschossiger giebelständiger Fachwerkbau auf Backsteinsockel mit geschlämmter Backsteinausfachung unter Satteldach mit einseitigem Halbwalm auf der Rückseite. Weitgehend symmetrischer Straßengiebel mit mittiger zweiflügeliger Hauseingangstür mit Oberlicht. Drei Dachgeschosse jeweils leicht auskragend. | 30911744 |                |

### Einzeldenkmale
| Lage                                             | Bezeichnung                      | Beschreibung | ID       | Bild |
| ------------------------------------------------ | -------------------------------- | --- | -------- | ---- |
| Allwörden 35 53° 48′ 36″ N, 9° 18′ 24″ O         | Tor                              | Hoftor über dem Graben-Durchlass, teils aus Guß-, teils Schmiedeeisen, mit weißem Anstrich. Vermutlich im Zusammenhang mit dem Chausseebau um 1860 entstanden. | 30911046 | BW   |
| Elbdeich 53° 49′ 32″ N, 9° 17′ 5″ O              | Deich                            | | 30910876 | BW   |
| Eschweg 7 53° 49′ 32″ N, 9° 15′ 12″ O            | Schulgebäude                     | Eingeschossiger traufständiger Fachwerkbau mit Backsteinausfachung auf Backsteinsockel unter Halbwalmdach. Schulgebäude der früheren Gemeinde Schöneworth. Straßenseitig zwei Eingänge für den Schul- und den Wohnteil. Südfassade massiv ersetzt mit mittigem Windfang-Vorbau unter Schleppdach. | 30911046 | BW   |
| Eschweg 20 53° 49′ 42″ N, 9° 14′ 44″ O           | Wohn-/ Wirtschaftsgebäude        | Fachwerkhallenhaus mit Backsteinausfachung unter Satteldach in Blechdeckung, ursprünglich reetgedeckt. Wirtschaftsteil in Zweiständerbauweise, Wohnteil schmaler ohne Kübbungen. Vorkragendes Zwerchhaus unter Satteldach in der südlichen Dachfläche über zurückgesetztem Fletteingang. Inschrift mit Bauherrennamen und Datierung „1856“ am Dielentorsturz. | 30911349 | BW   |
| Eschweg 21 53° 49′ 40″ N, 9° 14′ 31″ O           | Gutshaus                         | Zweigeschossiger Sichtbacksteinbau auf Kellersockel über unregelmäßigem Grundriss, bestehend aus zwei parallel stehenden, unterschiedlich langen Baukörpern unter Walmdach mit einem verbindenden Zwischenbau unter quer gerichtetem Krüppelwalmdach. Zwischenbau ursprünglich eingeschossig, 1927 aufgestockt und mit geschweiften Giebeln versehen. Freitreppe an der Nordseite. Eingeschossige Veranda-Anbauten auf der Südseite. Horizontale Gliederung durch umlaufende Geschoss- und Traufgesimse. | 30912180 | BW   |
| Eschweg 21 53° 49′ 40″ N, 9° 14′ 31″ O           | Grabstein                        | Grabstein oder -platte oder Teil eines Epitaphs mit Reliefdarstellung des Gekreuzigten auf einem Berg mit einem Allianzwappen sowie jeweils sieben weiblichen und männlichen fürbittenden Personen zu beiden Seiten. Im unteren Teil niederdeutsche Inschrift in drei Abschnitten mit Bibelvers sowie mit Bezug auf zwei in den Jahren 1582 und 1599 verstorbene Personen. An der Fassade des Gutshauses aufgestellt, Herkunftszusammenhang unbekannt.                                                   | 30912276 | BW   |
| Hauptstraße 69 53° 49′ 30″ N, 9° 17′ 6″ O        | Wohnhaus                         | Eingeschossiger traufständiger fünfachsiger geschlämmter Backsteinbau unter Satteldach in Schieferdeckung. Zweiachsiger Zwerchgiebel unter Satteldach mittig in der straßenseitigen Dachfläche. Fassadengliederung durch Ecklisenen und Traufgesims. Segmentbogige Fenster- und Türöffnungen mit gefasten Laibungen. Mittige zweiflügelige Hauseingangstür mit Oberlicht. | 30911707 |      |
| Hauptstraße 73 53° 49′ 29″ N, 9° 17′ 5″ O        | Wohnhaus                         | Anderthalbgeschossiger traufständiger fünfachsiger Sichtbacksteinbau unter Satteldach in Schieferdeckung mit hohem, massiven Drempel. Zweiachsiger Zwerchgiebel unter auskragendem Satteldach mit Freigespärre mittig in der straßenseitigen Dachfläche. Fassadengliederung durch Lisenen und Ziergesimse. Segmentbogige Fenster- und Türöffnungen mit gefasten Laibungen. Mittige zweiflügelige Hauseingangstür mit Oberlicht und vorgelegten Stufen.                                                   | 30911766 |      |
| Laack 15 53° 49′ 33″ N, 9° 15′ 57″ O             | Wohn-/ Wirtschaftsgebäude        | Giebelständiger Zweiständer-Fachwerkbau mit Backsteinausfachung unter Satteldach. 1815 nachträglich rechtwinklig am Wohnteil angebauter Herrenflügel zunächst eingeschossig, dann vermutlich 1872 aufgestockt, als Fachwerkbau mit Backsteinausfachung mit leicht auskragendem Obergeschoss unter Walmdach. Barocke Haustür wohl von 1758, vom Hallenhaus in den Herrenflügel versetzt. | 30911990 | BW   |
| Landesbrücker Straße 53° 49′ 22″ N, 9° 17′ 13″ O | Mausoleum Familie von der Decken | Kapellenartiger eingeschossiger Sichtbacksteinbau auf rechteckigem, an der Westseite polygonal abgefastem Grundriss mit eingezogenem polygonalen Turm an der Ostseite. Turm zweigeschossig, mit pyramidalem Helm in Schieferdeckung. | 30911800 | BW   |
| Landesbrücker Straße 53° 49′ 24″ N, 9° 17′ 11″ O | Grabmal                          | Von einer Vase bekrönte Säule auf quaderförmigem Postament mit Inschrift. Grabstätte der Familie Heinsohn von 1900. | 30911820 | BW   |
| Landesbrücker Straße 53° 49′ 25″ N, 9° 17′ 13″ O | Grabmal                          | Grabstätte der Familie von der Decken von 1857, eingefasst mit niedrigen Kantensteinen. Grabmal aus Naturstein in Form eines leicht verjüngten, hohen Quaders, bekrönt von einem Kreuz. Rundbogige kupferne Inschrifttafeln auf zwei Seiten. | 30911838 | BW   |
| Neuensteden 13 53° 49′ 26″ N, 9° 17′ 9″ O        | Wohnhaus                         | Eingeschossiger traufständiger Massivbau von fünf Achsen in weiß geschlämmtem Sichtbackstein unter Satteldach. Mittiges Zwerchhaus unter Satteldach in der straßenseitigen Dachfläche. Mittige Eingangstür von zwei schmalen Fenstern gerahmt. | 30911856 | BW   |